# Youngblood Hawke
Pour plus de détails, voir Fiche technique et Distribution.
Youngblood Hawke est un film américain réalisé par Delmer Daves, sorti en 1964.

## Synopsis
Youngblood Hawke est un chauffeur de camion du Kentucky qui se rend à New York pour devenir écrivain. Il y rencontre l'éditrice Jeanne Green, qui tombe amoureuse de lui et de son écriture, tout en l'aidant à décrocher un premier contrat. Son premier roman est publié et adapté en pièce de théâtre, avec en tête d'affiche une actrice sur le déclin. Lorsque son second roman est publié, le succès est tel que Hawke devient la coqueluche de la ville et des femmes.

## Fiche technique
- Titre original : Youngblood Hawke
- Réalisation : Delmer Daves, assisté de Robert Totten
- Scénario : Delmer Daves et Herman Wouk
- Musique : Max Steiner
- Photographie : Charles Lawton Jr.
- Montage : Sam O'Steen
- Société de production : Warner Bros.
- Pays de production : États-Unis
- Format : noir et blanc
- Genre : Drame
- Durée : 137 minutes
- Date de sortie :
  - États-Unis : 4 novembre 1964

## Distribution

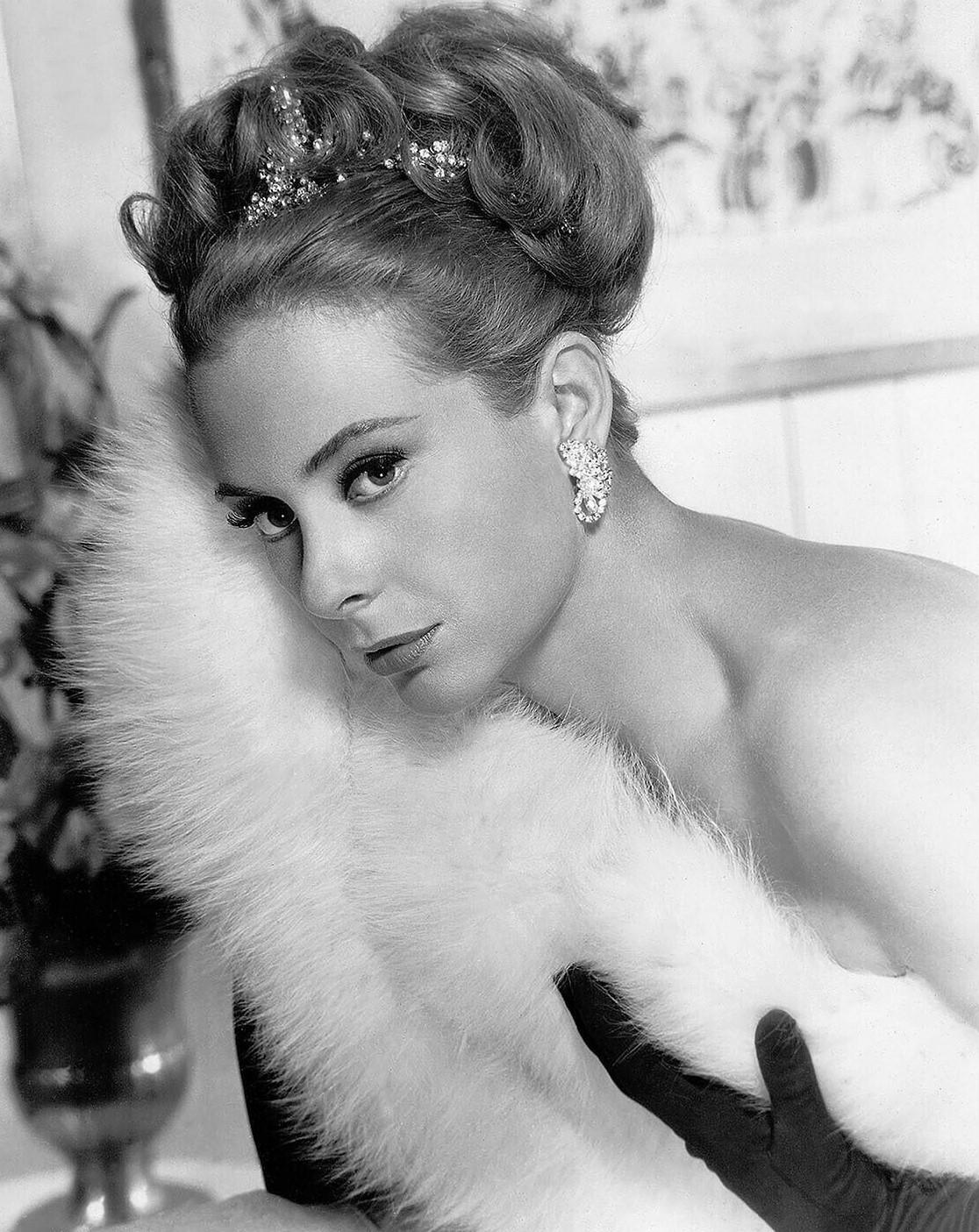
Geneviève Page, photo promotionnelle pour le film.

- James Franciscus : Youngblood Hawke
- Suzanne Pleshette : Jeanne Green
- Geneviève Page : Frieda Winter
- Eva Gabor : Fannie Prince
- Mary Astor : Irene Perry
- Lee Bowman : Jason Prince
- Edward Andrews : Quentin Judd
- Don Porter : Ferdie Lax
- Mildred Dunnock : Sarah Hawke
- Kent Smith : Paul Winter Sr.
- John Dehner : Scotty Hawke
- John Emery : Georges Peydal
- Berry Kroeger : Jock Maas
- Jon Lormer : Dr Eversill